# Aekamba
Aekamba – gaun wikas samiti we wschodniej części Nepalu w strefie Kośi w dystrykcie Sunsari. Według nepalskiego spisu powszechnego z 2001 roku liczył on 1499 gospodarstw domowych i 7781 mieszkańców (3873 kobiet i 3908 mężczyzn).